# Aéroport international Cheddi Jagan
L'Aéroport international Cheddi Jagan (code IATA : GEO • code OACI : SYCJ) est l'aéroport national du Guyana. Il est situé sur la rive droite de la rivière Demerara dans la ville de Timehri, 41 km au sud de la capitale du pays Georgetown. Il porte le nom de Cheddi Jagan, président du Guyana de 1992 à 1997.

## Dénomination
Anciennement connu sous le nom d’aéroport Atkinson puis d'Aéroport International de Timehri,.

## Situation
| \| 20 km1:1 878 000 \| Georgetown-Cheddi Jagan Kaieteur Georgetown-Ogle |
| 20 km1:1 878 000                                                        |

## Compagnies et destinations
| Compagnies             | Destinations                                                         |
| ---------------------- | -------------------------------------------------------------------- |
| American Airlines      | Miami, New York-John F. Kennedy                                      |
| British Airways        | Londres-Gatwick, Sainte Lucie-Hewanorra                              |
| Canada Jetlines        | Toronto (Pearson)                                                    |
| Caribbean Airlines     | New York-John F. Kennedy, Port-d'Espagne - Piarco, Toronto (Pearson) |
| Copa Airlines          | Panama-Tocumen                                                       |
| Fly All Ways           | La Havane-José Martí, Pembina                                        |
| InterCaribbean Airways | Bridgetown-Grantley-Adams                                            |
| JetBlue                | New York-John F. Kennedy                                             |
| Surinam Airways        | Bridgetown-Grantley-Adams, Miami, Pembina                            |
| United Airlines        | Houston-George Bush                                                  |

Édité le 08/08/2018  Actualisé le 5/12/2023